# Gas- und Wasserversorgung Fulda
Die Gas- und Wasserversorgung Fulda GmbH (GWV) war ein 1863 gegründeter Wasser- und Erdgas-Grundversorger in der Region Fulda. Das Unternehmen bot sowohl Privat- als auch Gewerbekunden Erdgas, Trinkwasser und Heizwärme an. 2013 ging es in der ÜWAG zur RhönEnergie Fulda auf.

## Unternehmensstruktur und Kennzahlen

### Gesellschafter und Beteiligungen
Gesellschafter der GWV Fulda waren die Stadt Fulda (74,9 Prozent) und die Thüga AG München (25,1 Prozent).
Die GWV Fulda hielt eine Beteiligung von 36,79 % an der GWV Osthessen und gehörte damit neben der Überlandwerk Fulda AG (ebenso mit 36,79 % beteiligt) zu den größten Eigentümern. Das Unternehmen GWV Osthessen wurde im Jahr 1966 gegründet und ist im Gegensatz zu GWV Fulda neben der Region Fulda auch bis Gersfeld sowie im Bergwinkel und bis Alsfeld und Homberg im Vogelsbergkreis tätig. Es bietet die gleichen Produkte und den gleichen Service an, lediglich in einer anderen Region.

### Belegschaft
2010 waren durchschnittlich 175 Mitarbeiter und 11 Auszubildende bei der GWV angestellt.

### Bilanzzahlen
|                                   | 2010       | 2009       |
| --------------------------------- | ---------- | ---------- |
| Bilanzsumme                       | 101.304 T€ | 100.786 T€ |
| Investitionen                     | 6.706 T€   | 13.704 T€  |
| Durchschnittliche Mitarbeiterzahl | 175        | 169        |

### Absatzzahlen
|                         | Einheit  | 2010   | 2009   |
| ----------------------- | -------- | ------ | ------ |
| Erdgas                  | Mio. kWh | 2.969  | 2.608  |
| Wasser                  | Mio. m³  | 4,257  | 4,305  |
| Wärme inkl. Contracting | MWh      | 35.036 | 32.508 |
| Bäderbetrieb            | T€       | 470 T€ | 461 T€ |

## Geschichte
1862 beschloss der Rat der Stadt Fulda eine Gas-Straßenbeleuchtung einzurichten. Dazu wurde am 22. Dezember ein ‚Comite‘ für die Errichtung einer Gasanstalt gegründet. Im April 1863 schloss die Stadt mit Emil Spreng, Ingenieur und Direktor der Nürnberger Gasanstalt, einen Vertrag über die Errichtung eines Gaswerks etc., ab. Am 18. Oktober 1863, dem 50. Jahrestag der Völkerschlacht zu Leipzig, wurde das Gaswerk mit einem hochmodernen Retortenofen auf dem Gelände des ehemaligen Giesschen Gartens in Betrieb genommen. Beim Anbruch der Dunkelheit wurden erstmals auch Gaslaternen in Fulda angezündet.
1889 folgte der Bau einer 20 km langen Wasser-Transportleitung. Durch den neuen Hochbehälter Kalvarienberg konnten 980 Haushalte mit Trinkwasser versorgt werden.
1875 wurde ein zweiter Retortenofen gebaut, in dem Kohle in das sogenannte Stadtgas umgewandelt wurde. 1895 setzte man einen Gasometer zur Speicherung des Stadtgases ein. Im Folgejahr kamen drei Gaserzeugungsöfen, ein Reinigungshaus, eine Ammoniakfabrik und eine Koksbrechanlage hinzu.
In den Jahren 1901 bis 1903 erfolgten erhebliche Erweiterungen des Gaswerkes. Die Stadt war in sechs Beleuchtungsbezirke mit insgesamt 348 Laternen eingeteilt. Davon waren 200 „Richtlaternen“, die von Abend- bis Morgendämmerung brannten, und 148 „Abendlaternen“, die um 23 Uhr erloschen. Ein neues Verwaltungsgebäude wurde errichtet. An Gas wurden 1904 1.164.530 Kubikmeter erzeugt. Dafür und für die verwerteten Nebenprodukte Koks, Ammoniakwasser und Teer wurden 4.067.500 Kilogramm Kohlen vergast.
1927 folgte der Bau eines zweiten und dritten Wasserhochbehälters mit insgesamt 4.700 Kubikmetern Inhalt. Nach erfolgreicher Grundwasserbohrung bis in 60 m Tiefe wurde 1932 in der Fulda-Aue ein Grundwasserpumpwerk errichtet.
Der Gasbehälter und das Stadtgas-Rohrnetz im Gaswerk wurden während des Zweiten Weltkrieges zerstört. Nach Kriegsende wurde der Wiederaufbau vorangetrieben. 1954 kam es zur Fertigstellung eines eigenen Mitteldrucknetzes und zum Bau eines Kugelhochdruck-Gasbehälters.
Im Jahr des 100. Geburtstag der Gesellschaft (1963) bezog die Stadt erstmals Ferngas. Zwei Jahre später wurde die Eigenerzeugung stillgelegt, Fulda an die Ferngasleitung angeschlossen. Die letzten Gaslaternen wurden in Fulda 1964 abgebaut.
1971 fand eine Umwandlung des kommunalen Eigenbetriebs Stadtwerke Fulda in die 'Gas- und Wasserversorgung Fulda GmbH' statt. 1976 erwarb das Unternehmen die Wasserversorgungsanlagen der Gemeinde Eichenzell, 1980 die der Gemeinde Ebersburg. 1990 expandierte es mit einem Um- und Erweiterungsbau des Betriebshofes mit Lager, Parkdeck und Tiefgarage, Technische Verwaltung und Energieberatung verbesserten ihren Service. Im Jahr darauf folgte der Bau und die Inbetriebnahme der Gasübernahmestation Fulda-Niesig. 1998 gründete die GWV die Bäder Betriebs GmbH. Aufgabe dieses Unternehmens ist die Betriebsführung von Bädern – zunächst in Fulda.
2001 wurde eine Erdgastankstelle Fulda an der B 27 gebaut und in Betrieb genommen. Ein weiterer Ausbau der Serviceleistungen des Dienstleistungsunternehmens GWV beinhaltete 2003 die Zusammenarbeit mit Kommunen und Städten im Geschäftsfeld 'Wasser'. 2004 wurde das Geschäftsfeld 'relaxWärme' begründet. 2006 öffneten die Erdgastankstellen Lauterbach an der B 254 und in Fulda im Stadtteil Neuenberg.
Nach einem Beschluss des Kreistages Fulda im August 2012 ist die GWV im Sommer 2013 mit der ÜWAG zur RhönEnergie Fulda verschmolzen.

## Produkte
Die Gas- und Wasserversorgung Fulda liefert Erdgas an Firmen- und Privatkunden. Sie betreibt außerdem mehrere Erdgastankstellen.
Die GWV versorgt fast 80.000 Menschen in der Stadt Fulda sowie in den Gemeinden Ebersburg und Eichenzell mit Trinkwasser. Außerdem trägt sie die Verantwortung für die technische Betriebsführung der Wasserversorgung in Gersfeld und Poppenhausen. Das Wasser wird aus Brunnen zur Veredelung ins zentrale Wasserwerk nach Fulda gepumpt. Weiteres Wasser aus den Quellen in der Rhön wird im Wasserwerk Götzenloch (Ebersburg) aufbereitet.
Die Stadtregion Fulda unterhält mehrere Fernwärme-Systeme. Die Wärme wird umweltschonend von leistungsfähigen Blockheizkraftwerken erzeugt. Die angeschlossenen Gewerbe- und Privatkunden erhalten heißes Wasser und verwenden es zum Heizen oder zur Brauchwasser-Erwärmung. Dadurch benötigen die versorgten Gebäude keine eigene Heizungsanlage.
Die GWV bietet Firmenkunden bedarfsgerechte Contracting-Modelle für Wärmeerzeugungsanlagen. Die neu installierte oder übernommene Anlage ist Eigentum von GWV. Dafür kümmert sie sich um alle anfallenden Arbeiten. Der Kunde zahlt dafür eine Contracting-Rate plus den Energieverbrauch. Kunden mit hohem Wärmebedarf wird die Technologie der Kraft-Wärme-Kopplung zur Verfügung gestellt. Angebote für Privatkunden sind beispielsweise die Kombination der Solarwärmeanlage mit einem Erdgas-Brennwertgerät und das Produkt Relaxwärme, bei dem die GWV das Modell des Leasing-Autos auf die Heizung überträgt. Für die Installation, Reparatur und Wartung ist während der 15 Jahre Laufzeit GWV zuständig. Der Kunde entscheidet sich für das für seinen Verbrauch passende Heizungsmodell und zahlt während der Laufzeit eine Leasingrate sowie den üblichen Abschlag auf den Erdgas-Verbrauch.

## Bäderbetriebsführung
Für die öffentlichen Schwimmbäder in Fulda – Sportbad Ziehers, Freibad Rosenau, Stadtbad Esperanto – ist die Tochtergesellschaft Bäder Betriebs GmbH zuständig und kümmert sich um deren Betrieb.

## Engagement
GWV engagiert sich als heimatverbundenes Unternehmen sehr für die Region. Auch für die in der Region wieder zurückgekehrten Biber. Hierzu hat die GWV eine Broschüre herausgegeben. Zu diesem Thema und zum Thema Trinkwasser bietet die GWV auch Unterrichtsmaterialien für Schulen an, inklusive einer Werkbesichtigung.
Jährlich organisiert GWV den GWV-Challenge-Lauf. 2011 beteiligten sich 6.200 Läufer an der 6 km langen Strecke.

### Klimaschutz und Umwelt
Von besonderer Bedeutung für GWV sind Nachhaltigkeit und Klimaschutz. Durch Investitionen in erneuerbare Energien hat das Unternehmen seine Kohlendioxid-Emissionen neutralisiert. Rein rechnerisch hat die GWV 2009 somit kein Kohlendioxid mehr freigesetzt. Nach international verbindlichen Kriterien darf sich die GWV Klimaneutrales Unternehmen nennen, zertifiziert durch ein vom TÜV Nord verliehenes Prüfsiegel.
Außerdem bietet die Gesellschaft mit GWV BlueGas auch Kunden die Möglichkeit, ihr Gas nachhaltig und klimafreundlich zu beziehen. Außerdem werden in der Energieberatung die Punkte Nachhaltigkeit und Energieeffizienz beachtet und Kunden werden auf Energie- und Wasserspartipps hingewiesen, die auch auf der Homepage zu finden sind.
Das neue Projekt einer Bio-Erdgasanlage von GWV mit ausschließlich biogenen Reststoffen ist ebenfalls ein klimafreundliches und nachhaltiges Projekt, da hier keine nachwachsenden Rohstoffe verwendet werden.

## Kundenmagazin Tag&Nacht
Das Kundenmagazin Tag&Nacht greift regionale und energietechnische Themen auf. Es wird vierteljährlich (zum Quartalsende) gedruckt und an die Kunden ausgegeben. Auf der GWV-Webseite gibt es auch die Online-Version.